# Suraż (gmina 1919–1923)
Suraż (do 1919 i od 1923 miasto Suraż) – dawna gmina o nieuregulowanym statusie istniejąca w latach 1919–1923 w woj. białostockim, w powiecie białostockim. Siedzibą władz gminy był Suraż.
Po przejściu pod zwierzchnictwo polskie po I wojnie światowej miasto Suraż nie zostało zaliczone do miast. Gmina stanowiła odtąd jednostkę o nieuregulowanym statusie (Suraż nie utracił praw miejskich, lecz nie posiadał samorządu miejskiego). W 1921 roku gmina liczyła 1180 mieszkańców.
Jako gmina nie-miejska jednostka formalnie przestała funkcjonować z dniem 26 lutego 1923 roku w związku z rozciągnięciem dekretu z dnia 4 lutego 1919 r. o samorządzie miejskim na „miejscowość–” Suraż i zaliczeniem jej do miast (gmin miejskich).
Obecna gmina Suraż jest nowym tworem (od 1973) o zupełnie innych granicach i obszarze.